# Ausbruch (Epidemiologie)
Als Ausbruch wird in der Epidemiologie das Auftreten von neuen Infektions- bzw. Krankheitsfällen (Inzidenzen) in einer Population verstanden, wobei mehr Inzidenzen jeweils zeitbezogen, populationsbezogen und ortsbezogen beobachtet werden, als zu erwarten war.
Die Abgrenzung zur Epidemie ist fließend, doch wird im Allgemeinen erst bei größeren Ausbrüchen von einer Epidemie gesprochen. Ein Ausbruch ist meist auf eine lokalisierte Zunahme der Inzidenz einer Krankheit beschränkt, z. B. die in einem Dorf, einer Stadt oder einer geschlossenen Einrichtung.
Der Ausbruch kann lokalisiert oder verstreut sein, es sollte aber eine gemeinsame Ursache vorhanden sein oder zumindest als wahrscheinlich vermutet werden. Das Robert Koch-Institut spricht von einem Ausbruch, wenn „mehrere nach diagnostischen Kriterien einheitliche und in einem epidemiologischen Zusammenhang stehende Fälle“ vorliegen. Manchmal wird bei seltenen und besonders gefährlichen Krankheiten auch schon bei einem oder wenigen Fällen von einem Ausbruch gesprochen. Um zu überprüfen, ob tatsächlich ein Ausbruch vorliegt, muss die Diagnose der Verdachtsfälle festgestellt werden und ihre Anzahl mit der Anzahl der üblicherweise zu erwartenden Fälle verglichen werden. Solange bei einer Häufung von Inzidenzen keine gemeinsame Ursache nachweisbar ist, wird vorerst von einem Cluster gesprochen. Besteht ein ursächlicher Zusammenhang zwischen gehäuft auftretenden und sicher diagnostizierten Inzidenzen, ist der Ausbruch einer Epidemie anzunehmen.
Eine weitere Steigerung bei einem weltweiten Ausbruch bzw. Epidemie ist die Pandemie. Bei besonders großen Ausbrüchen, die weit streuen oder das Potential dazu haben, spricht man auch von Superspreading-Ereignissen.
Ein Sekundärausbruch ist ein weiterer Ausbruch in Zusammenhang mit einem bereits bekannten Ausbruch und ein Satellitenausbruch ein kleinerer Ausbruch in Zusammenhang mit einem vorherigen größeren Ausbruch.
Das Teilgebiet der Epidemiologie, das sich mit Ausbrüchen befasst, wird als Ausbruchsepidemiologie bezeichnet.

## Ausbruchsarten
Im Allgemeinen unterscheidet man die folgenden Ausbruchsarten
- Sekundärausbrüche

- Satellitenausbrüche

- Pseudoausbrüche

Ein Sekundärausbruch ist ein zusätzlicher Ausbruch in der Umgebung eines bereits bekannten Ausbruchs, der mit letzterem in Zusammenhang steht (z. B. zusammenhängende Ausbrüche in einer Familie oder in einer Gemeinschaftseinrichtung). Dagegen ist ein Satellitenausbruch ein kleiner Ausbruch, der im kausalen Zusammenhang mit einem großen Ausbruch steht, der jedoch räumlich entfernt ist. Wenn es sich lediglich um eine zeitliche Koinzidenz von Infektionen handelt, bei denen kein epidemiologischer Zusammenhang besteht, dann spricht man auch vom Pseudoausbruch.